# Solbergelva
Solbergelva är en tätort i Drammens kommun (före 2020 i Nedre Eikers kommun), Buskerud fylke, Norge. Solbergelva ligger på norra sidan av Drammenselva, cirka 6 kilometer väster om Drammen. Solbergelva har 5 922 invånare (2017). 